# Nero Wolfe (serie televisiva 2012)
Nero Wolfe è una serie televisiva italiana del 2012.
Prodotta dalla Casanova Multimedia e da Rai Fiction, e trasmessa da Rai 1, la serie mette in scena le avventure di Nero Wolfe, investigatore di fantasia nato dalla penna dello scrittore statunitense Rex Stout.

## Trama
Roma, 1959. Il famoso investigatore statunitense Nero Wolfe, dopo alcuni dissidi con l'FBI, ha abbandonato New York e si è trasferito nella capitale italiana in una sorta di "esilio volontario". A seguirlo in questa nuova avventura c'è il fido assistente Archie Goodwin, insieme a cui affitta una grande casa sulla Nomentana. Nella testa di Wolfe ci sono solo due pensieri: trovare un cuoco che sappia soddisfare il suo appetito, e costruire al più presto una serra dove curare le sue amate orchidee. Questi passatempi richiedono però del denaro, così Archie incomincia a procurare a Wolfe dei nuovi clienti, e il burbero investigatore inizia a collaborare con la Polizia italiana alla risoluzione di vari delitti.

## Episodi
| Stagione       | Episodi | Prima TV Italia |
| -------------- | ------- | --------------- |
| Prima stagione | 8       | 2012            |

## Personaggi e interpreti

### Personaggi principali
- Nero Wolfe, interpretato da Francesco Pannofino.
È il protagonista della serie. Wolfe è un famoso investigatore privato, aggressivo, barbogio, burbero, irascibile e misogino. È appena arrivato a Roma dopo alcuni dissidi avuti a New York con l'FBI; conosce bene la città romana, avendovi già lavorato per l'intelligence statunitense durante la seconda guerra mondiale. Nonostante la sua professione, raramente esce all'esterno, vivendo per sua scelta recluso nella sua grande casa e affidandosi nelle indagini al suo assistente Archie. È un geniale osservatore e col suo infallibile intuito è capace di risolvere i crimini che sembrano più inestricabili. Decisamente corpulento, è un grande appassionato della buona cucina e collezionista delle più rare e preziose orchidee, che cura in modo maniacale nella sua serra. Il suo lavoro di investigatore serve in pratica a finanziare queste sue passioni per cui le sue parcelle non sono affatto a buon mercato. Non essendo un poliziotto, gode di molta libertà d'azione nelle indagini, arrivando spesso a violare le regole e a mettersi contro le forze dell'ordine.
- Archie Goodwin, interpretato da Pietro Sermonti.
È l'assistente di Nero Wolfe. Se l'investigatore è la "mente", Archie è il "braccio", dato che a lui è affidato il compito di indagare sul campo, raccogliendo tutte le testimonianze e gli indizi che permettono poi a Wolfe di avere le sue geniali intuizioni. Archie non si limita però a eseguire le consegne di Wolfe, dato che lui stesso si dimostra avvezzo a prendere iniziative personali e formulare teorie, pur se regolarmente disprezzate da Wolfe, dando il la a dei frequenti battibecchi tra i due. È un giovane di bell'aspetto e la nuova vita a Roma gli permette di sfoderare il suo fascino per ammaliare molte giovani ragazze, anche se l'incontro con la bella giornalista Rosa finisce per metterlo in crisi.
- Nanni Laghi, interpretato da Andy Luotto.
È il cuoco e maggiordomo di casa Wolfe. Nanni è un rinomato chef della costiera amalfitana che, a causa di problemi personali come Wolfe, ha appena riparato a Roma. Qui conquista la simpatia e il palato dell'investigatore diventando il suo chef personale e preparandogli ogni giorno delle elaborate creazioni culinarie. Odia che lo si chiami semplicemente "cuoco", e ancora di più odia quando Wolfe vuole a tutti i costi mettere il naso nella preparazione dei suoi manicaretti.
- Rosa Petrini, interpretata da Giulia Bevilacqua.
È una giovane e bella giornalista della carta stampata. Si occupa di cronaca nera e per questo motivo entra presto in contatto col famoso investigatore, che non la tollera tra i piedi per il semplice fatto di essere una donna. È intelligente, intraprendente e molto caparbia, qualità che le permettono di cogliere molte informazioni sui crimini di cui si occupa, ma che nonostante tutto non le consentono di fare carriera nel suo ambiente di lavoro, ancora troppo maschilista. Non resta insensibile ad Archie, ma non lo considera l'uomo giusto per lei.
- Commissario Graziani, interpretato da Marcello Mazzarella.
È un commissario di polizia della questura di Roma di origine sicula, a giudicare dal suo accento. È infastidito dalle interferenze di Wolfe nelle indagini della Polizia, facendo fatica ad accettare il suo bizzarro comportamento e le sue continue violazioni delle regole.
- Spartaco Lanzetta, interpretato da Michele La Ginestra.
È un piccolo informatore che diventa presto una delle risorse di Wolfe e Archie. Spartaco conosce bene la criminalità di Roma e aiuta i due a districarsi in questo mondo. Parla in uno spiccato dialetto romanesco.
- Maresciallo Bordon, interpretato da Davide Paganini.
È un maresciallo, collega e braccio destro del commissario Graziani.

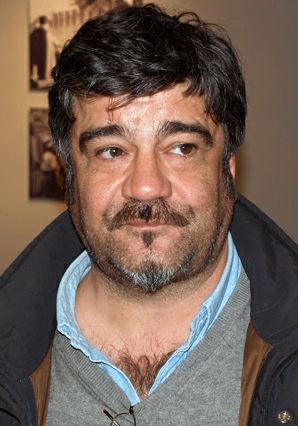
Francesco Pannofino è Nero Wolfe
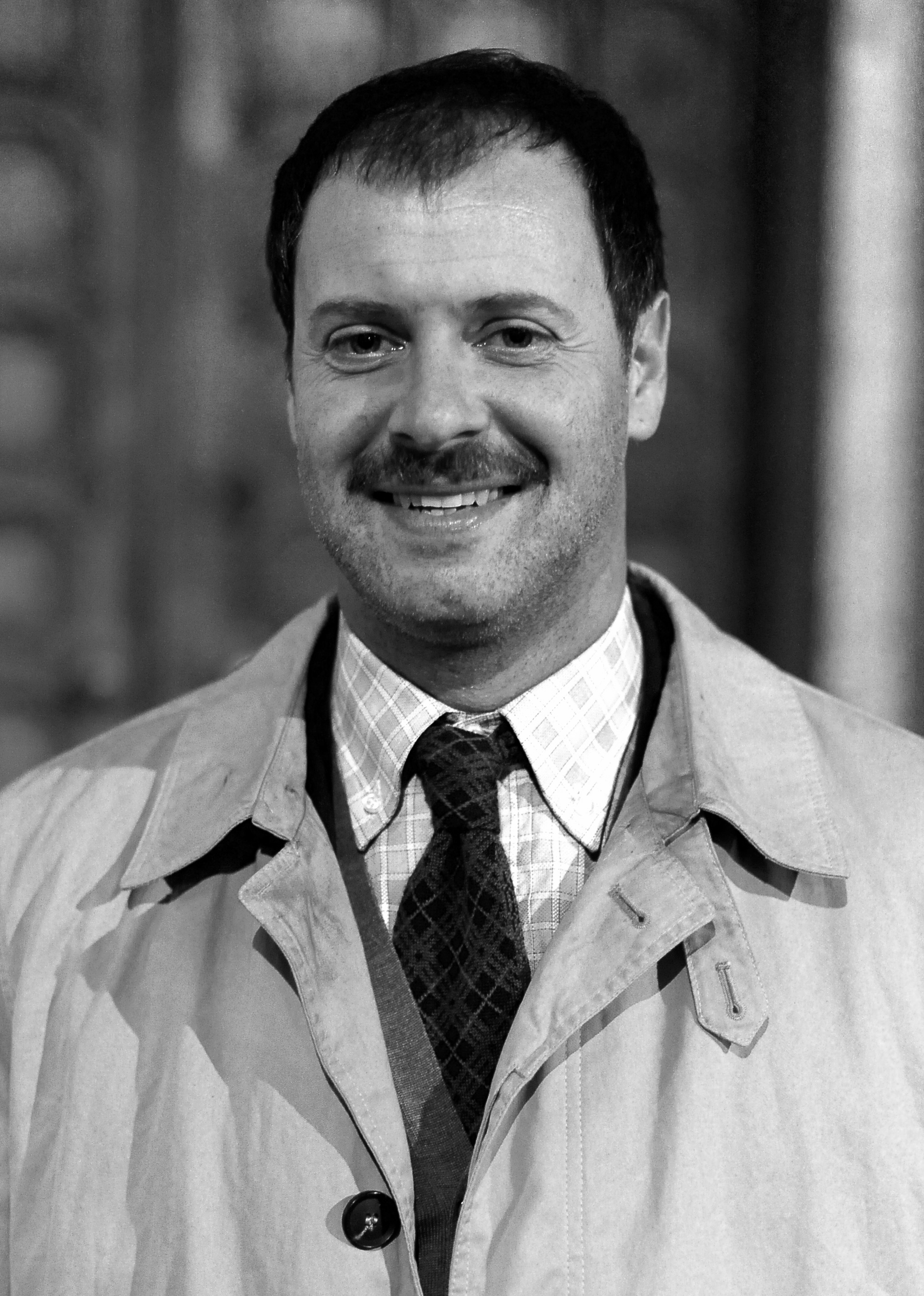
Pietro Sermonti è Archie Goodwin
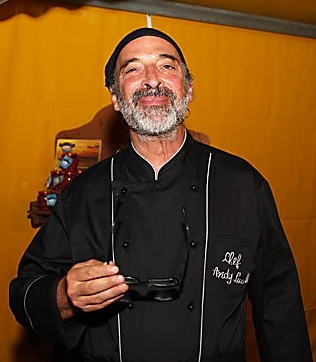
Andy Luotto è Nanni Laghi

### Personaggi secondari
- Questore Corsini, interpretato da Roberto Nobile.
- Beppe, interpretato da Pietro De Stefani.
- Umberto Taccani, interpretato da Roberto Mantovani.
- Agente Caputo, interpretato da Gianluca Cortesi.
- Gaspare, interpretato da Salvatore Langella.

## Inesattezze storiche
- Il racconto è ambientato nella Roma del 1959, ma l'autovettura di Archie Goodwin è una MG B Spider, presentata nel 1962 e importata in Italia a partire dal 1965.